# Tomás Múgica
José Tomás Múgica Gaztañaga, también encontrado con la variante José Tomás Mujica (Tolosa, Guipúzcoa, 10 de febrero de 1883-Tacuarembó, 15 de febrero de 1963) fue un músico, compositor y docente vasco con destacada actuación en la música de cámara de Uruguay.

## Biografía
Sus padres fueron Gregorio Mujica y Antonia Gastañaga. Comenzó sus estudios en su ciudad natal donde fundó una banda musical llamada El Diapasón luego se trasladó a Madrid donde siguió estudios de armonía, piano y órgano para luego continuarlos en Barcelona con Enrique Mossera. Obtuvo una beca para estudiar en el Real Conservatorio de Bruselas donde conoció a Eduardo Fabini y a raíz de este encuentro y de la crisis que se vivía en Europa decidió radicarse en Montevideo.
Al llegar dio clases en los conservatorios de música de la época como Franz Liszt, La Lira y el Conservatorio Kolischer.
En 1929, publica junto al escritor Jesualdo Sosa el volumen Siembra de pájaros donde compuso la música de la obra.
En 1942 ingresa como docente en el Conservatorio Nacional de Música para brindar clases de armonía, contrapunto y composición.
Se radica en Tacuarembó en donde asume la dirección del Conservatorio Municipal de Música de Tacuarembó en 1944 donde permanece hasta 1951.
Fue cofundador del Sodre en 1931.

## Obras
- Poema Sinfónico Ayacucho (estrenado el 18 de julio de 1930 en el Palacio Legislativo)